# Cerro Catedral (Uruguai)
El Cerro Catedral o Cerro Cordillera és un turó de l'Uruguai, així com el seu punt més alt, amb 513,66 msnm. Es troba al nord del departament de Maldonado, en la localitat d'Aiguá. Pertany a la Sierra Carapé, la qual és un dels brancs de la Cuchilla Grande. El seu nom prové de les curioses formes de les elevacions rocoses del seu cim, que són molt característiques en algunes zones del sud del país.

## Geografia
La Sierra Carapé, formada durant el període Precambrià, creua el departament de Maldonado d'oest a est i entra al departament de Rocha. Ella constituïx la frontera entre els departaments de Lavalleja i Maldonado. El Cerro Catedral, o Cerro Cordillera, està situat en la regió de Las Cañas, en la 8a Secció Judicial i en la 9a Secció Policial del departament de Maldonado. En les proximitats del turó neixen el rierol José Ignacio, de nord a sud, i el rierol Coronilla que, amb direcció nord-oest, desguassa a Aiguá.
El turó està situat en l'àrea de la serra, la formació de la qual és principalment de granit i gneis.
En les parts més altes del Cerro Catedral, la vegetació pràcticament no existeix, amb l'ocurrència ocasional d'algun arbust conegut (Ugni molinae) entre les roques. Per damunt dels 400 metres d'altitud, dominen les herbes xeròfiles, les Baccharis articulata i les Achyrocline satureioides.
El clima en aquesta localitat és subtropical humit o temperat, amb estius amens i hiverns relativament freds, amb gelades freqüents. Els vents forts són constants i la pluja és regular durant tot l'any.

## Història

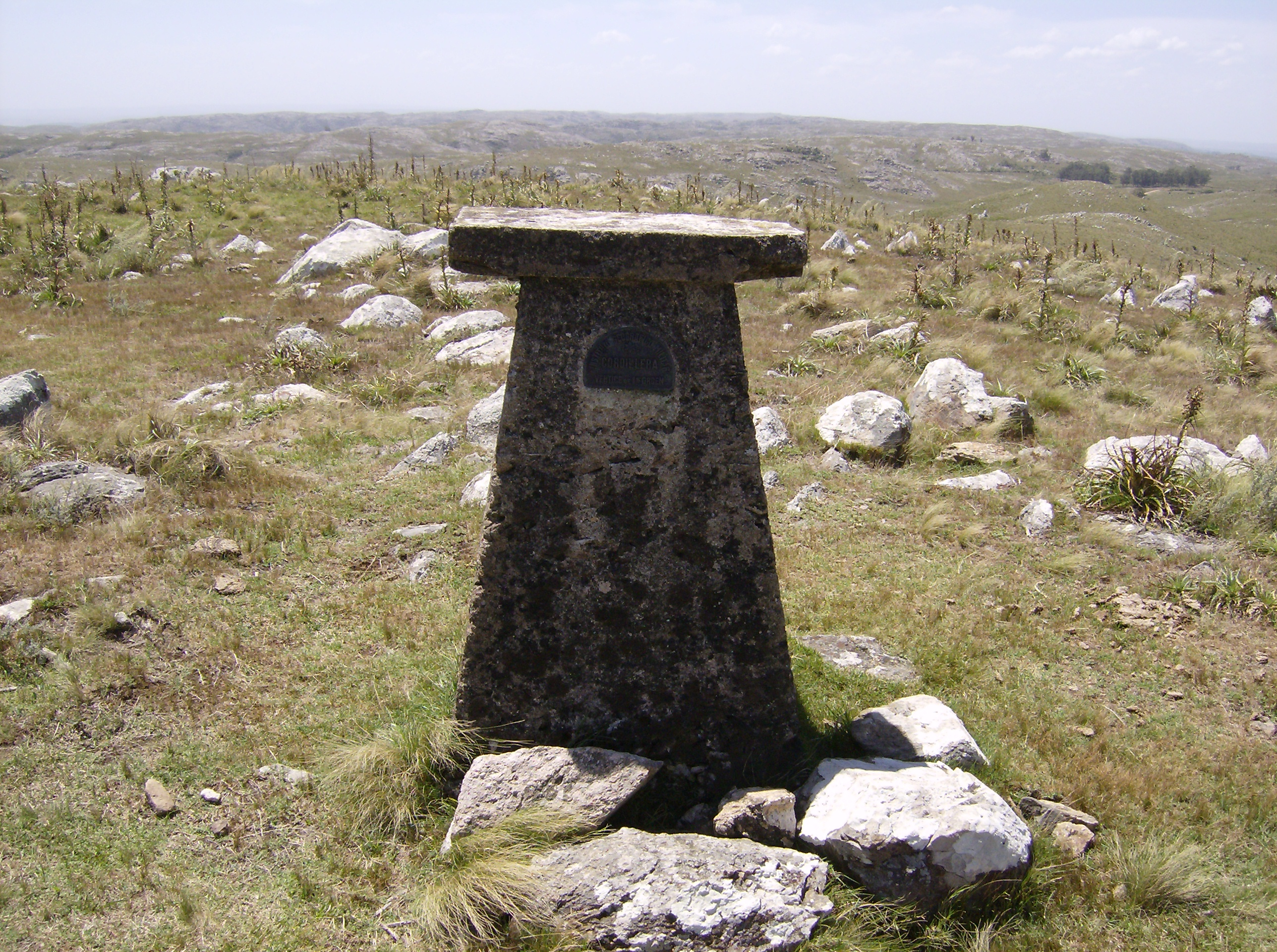
Una fita - marc geodèsic que indica el cim.

Fins al 1973 es pensava que el Cerro de las Ánimas, amb els seus 501 msnm, era la major altura del país. No obstant això, aquest mateix any, un grup de científics del Servei Geogràfic Militar uruguaià va poder detectar al Cerro Catedral uns metres més alt, canviant així el que es pensava fins al moment.